# Syringomyélie
 (janvier 2013).
 Mise en garde médicale
La syringomyélie (du grec ancien συριγγόω / syringóō, « se creuser en forme de fistule » et μυελός / myélós, « moelle ») est une maladie de la moelle spinale liée au développement d'une cavité en son centre (appelée syrinx)  qui tend à comprimer et à détruire progressivement la substance grise puis la substance blanche.

## Physiopathologie
Les causes de l'apparition de la cavité intramédullaire sont inconnues. Son évolution spontanée se fait vers un agrandissement avec altérations anatomiques de plus en plus importantes. Dans plus de 90 % des cas, la syringomyélie est associée à une malformation d'Arnold-Chiari : le bulbe et les amygdales cérébelleuses (deux structures du tronc cérébral normalement contenues dans la boîte crânienne) se trouvent en aval du foramen magnum (ce qui peut entrainer leur compression). Les signes et symptômes de la maladie sont donc causés par une compression et une destruction des structures de la moelle à partir d'une cavité qui grandit à ses dépens.

## Histoire
Charles-Prosper Ollivier d'Angers publie à Paris en 1824 la première des 3 éditions de son Traité des maladies de la moelle épinière. On lui attribue l'invention du terme syringomyélie,. 
En 1882 Otto Kahler et Friedrich Schultze publient le tableau clinique de la maladie. En 1890 Jules Dejerine et Georges Guinon montrent l'unicité de la maladie avec le panaris analgésique de Morvan découvert en 1883.

## Diagnostic
Les symptômes ressentis sont variés et communs à bon nombre de maladies du système nerveux. Ils dépendent essentiellement de la localisation des lésions. Le clinicien peut déceler aussi bien des conséquences directes — parésies, paresthésies distales, thermosensibilité altérée, douleurs, fasciculations, vertiges, etc. — qu'indirectes : troubles trophiques cutanés, osseux, constipation, hypotension orthostatique.
L'apparition des signes est progressive, insidieuse, sur plusieurs années.
- Syndrome lésionnel : il est responsable de douleurs et paresthésies (picotements, fourmillements) des membres supérieurs avec troubles moteurs (baisse de la force motrice), abolition des réflexes ostéo-tendineux, crampes, amyotrophie importante (fonte des masses musculaires). L'examen retrouve aussi une altération de la sensibilité dans le même territoire : anesthésie thermoalgésique (le patient ne ressent plus le chaud et froid, ni la douleur), sensation subjective de brulures. Les troubles trophiques, défauts de nutrition des tissus sont fréquents (escarres, mal perforant).
- Syndrome sous lésionnel (dans les stades avancés) : avec syndrome pyramidal et syndrome cordonal postérieur. Le syndrome pyramidal entraine des troubles de la marche, une hyperréflexie des membres inférieurs, un signe de Babinski. Le syndrome cordonal postérieur entraine une altération de la sensibilité profonde, aussi dite proprioceptive (celle qui permet de savoir, même les yeux fermés, dans quelle position se trouvent les membres).
- En cas de malformation d'Arnold-Chiari, on peut retrouver (par compression du bulbe et des amygdales cérébelleuses) un nystagmus, des douleurs de la face (par atteinte du Ve nerf crânien ou de son noyau), une atrophie de la langue (atteinte du noyau du XII), une paralysie vélo-palato-pharyngo-laryngée (par atteinte des noyaux du X et du XI).

L'imagerie par résonance magnétique est l'examen clef. Il permet de mettre en évidence une cavité oblongue à l’intérieur de la moelle, remplie de liquide cérébrospinal en regard de plusieurs vertèbres. Toutefois son interprétation doit être discutée car la présence de cette cavité pourrait aussi être le vestige d'un canal central non collabé issu de l’embryogenèse. Ainsi il est important de confronter ce résultat à la présence éventuelle d'autres causes pathogéniques : malformation de Chiari, scoliose, distension de moelle spinale, traumatisme de voisinage…

## Évolution
Elle est variable, mais le plus souvent très progressive, sur plusieurs années. Dans de rares cas, la maladie devient très invalidante en quelques mois en raison d'une croissance rapide de la cavité syringomyélique.
Dans le cas de personnes utilisant des véhicules qui secouent (tracteurs agricoles, véhicules militaires), les secousses sont suffisantes pour aggraver à la longue l’état du patient. Il en est de même avec les ralentisseurs et les nids de poules, véritables marteau et enclume pour qui est amené à prendre une telle route quotidiennement.

## Traitement
Le traitement conventionnel est celui de la malformation d'Arnold-Chiari, lorsqu'elle est associée à la syringomyélie : traitement chirurgical avec laminectomie étendue et plastie du trou occipital. Cette opération permet, dans la plupart des cas, de diminuer les symptômes et de stopper l'évolution de la maladie, si celle-ci est pratiquée dans les dix ou quinze premières années. 